# Cybister dissentiens
Cybister dissentiens är en skalbaggsart som beskrevs av Mouchamps 1957. Cybister dissentiens ingår i släktet Cybister och familjen dykare. Inga underarter finns listade i Catalogue of Life.